# Radcot
Radcot är en by i civil parish Grafton and Radcot, i distriktet West Oxfordshire, i grevskapet Oxfordshire, i England. Byn är belägen 11 km från Witney. Radcot var en civil parish 1866–1932 när blev den en del av Grafton & Radcot. Civil parish hade 23 invånare år 1931.